# Annibale Melone
Annibale Melone (Bolonya, primera meitat del segle xvi) o Meloni, fou un músic i teòric italià que va ser mestre de capella de la catedral de Bolonya.
Va compondre nombrosos motets, però és principalment conegut per la seva obra Il Desiderio, ovvero di concerti, etc., que donà lloc a apassionades polèmiques i de la que se'n feren nombroses edicions, i al motet In tenebris nostræ.